# Uniwersytet w Zadarze
Uniwersytet w Zadarze (chorw. Sveučilište u Zadru) – chorwacka publiczna szkoła wyższa, zlokalizowana w Zadarze.
Uczelnia została założona przez Dominikanów w 1396 roku, początkowo jako studium generale, potem nazywano ją Universitas Iadertina. Do 1553 roku w ramach uczelni funkcjonowały dwie jednostki: Wydział Teologii i Wydział Filozofii. W czasie wojen napoleońskich Dalmacja znalazła się pod panowaniem Francuzów, którzy 8 stycznia 1807 doprowadzili do zniesienia uniwersytetu. W Zadarze funkcjonowały jedynie szkoły niższej rangi, które częściowo przejęły rolę uniwersytetu.
Do ponownego utworzenia uczelni w Zadarze doszło w 1956 roku, kiedy utworzono tu Wydział Filozofii Uniwersytetu w Zagrzebiu. Znaczącą rolę przy powołaniu tej jednostki odegrał Miroslav Krleža. W 1974 roku Wydział Filozofii został przyłączony do nowo utworzonego Uniwersytetu w Splicie. W 2002 wydział ten, wraz z funkcjonującym od 1988 roku Centrum Szkolenia Nauczyciel stały się podstawą do ponownie utworzonej uczelni w randze uniwersytetu.
W skład uczelni wchodzą następujące jednostki:
- Wydział Filologii Angielskiej
- Wydział Archeologii
- Wydział Filologii Klasycznej
- Wydział Studiów Chorwackich i Słowiańskich
- Wydział Ekologii, Rolnictwa i Akwakultury
- Wydział Ekonomii
- Wydział Etnologii i Antropologii Kulturowej
- Wydział Filologii Francuskiej i Iberystyki
- Wydział Germanistyki
- Wydział Nauk o Zdrowiu
- Wydział Historii
- Wydział Historii Sztuki
- Wydział Studiów Włoskich
- Wydział Bibliotekarstwa i Informatologii
- Wydział Lingwistyki
- Wydział Pedagogiki
- Wydział Filozofii
- Wydział Psychologii
- Wydział Socjologii
- Wydział Pedagogiki i Edukacji Przedszkolnej
- Wydział Morski
- Wydział Turystyki i Komunikacji
- Wydział Teologii
- Wydział Studiów Nauczycielskich w Gospiciu